# Рихбод
Рихбо́д (нем. Richbod; умер 1 октября 804, Трир) — аббат Лоршского монастыря (784—804) и епископ Трира (791/792—804). Один из выдающихся деятелей Каролингского Возрождения.

## Биография

### Происхождение
Возможно, Рихбод был франкского происхождения. Его родиной считают или Нидергау, или Вормсгау. О том, кто были родители Рихбода, исторические источники ничего не сообщают.

### Аббат Лорша
Предполагается, что ещё молодым человеком Рихбод принял духовное звание. Его учителем был Алкуин, один из наиболее известных церковных деятелей конца VIII века. Своё образование Рихбод получил в придворной школе короля Франкского государства Карла Великого.
Возможно, что Рихбод был одним из шестнадцати монахов в аббатстве в Горзе, ставших первыми насельниками Лоршского монастыря. В документах обители за 774—778 годы он упоминается как монах. В 784 году Рихбод сам возглавил этот монастырь, став преемником скончавшегося аббата Хелмериха.
На посту аббата Лорша Рихбод, в первую очередь, прославился своей строительной деятельностью. Он провёл перестройку аббатства, перенеся монастырские кельи из северной части обители в южную и все их окружив стеной. По его повелению так же была построена общая опочивальня для монахов и начато возведение трёхнефной церкви. Он также приказал обнести могилу святого Назария оградой из золота и серебра, а пол вокруг алтаря выложить цветным мрамором.
Со временем аббатства Рихбода в Лорше связано начало расцвета этой обители как культурного центра Франкского государства. В это время в Лоршском монастыре начали вестись ежегодные записи о происходивших в королевстве событиях, ставшие основой для дошедших до нашего времени «Лоршских анналов». Некоторыми историками высказывается предположение, что Рихбод лично участвовал в составлении этих анналов и что их завершение было связано с его кончиной.

### Епископ Трира
В 791 или 792 годах Рихбод был избран главой Трирской архиепархии, ставшей вакантной после смерти во время похода на аваров предыдущего архиепископа Веомада. Хотя в это время трирская кафедра уже имела статус митрополии, по не установленным до сих пор причинам Рихбод в современных ему документах упоминался только с саном епископа. Предполагается, что в конце VIII века Трирская архиепархия формально находилась в подчинении Меца, землями которой в это время лично управлял король Карл Великий, и что восстановление за главой церкви Трира архиепископского статуса произошло не ранее 800 года.
О деятельности Рихбода как главы кафедры Трира известно очень немного. Наиболее значительным его деянием на этом посту считается восстановление школы при кафедральном соборе, при его предшественниках пришедшей в полный упадок. Также при кафедральном соборе Рихбодом был организован скрипторий, ставший позднее одним из крупнейших во Франкском государстве.

### Теологическая и культурная деятельность
Бо́льшая часть сведений о Рихбоде как о деятеле Каролингского Возрождения известна благодаря его активной переписке с Алкуином. В письмах к Рихбоду Алкуин называл его своим другом, очень высоко отзываясь об образованности их адресата. В Палатинской академии Карла Великого Рихбод носил имя Макарий.
Несмотря на то, что, по свидетельству Алкуина, Рихбод знал тексты произведений Вергилия гораздо лучше Евангелия, епископ Трира считался одним из наиболее авторитетных теологов своего времени. В этом качестве он оказался вовлечён в дискуссию об адопцианстве с его наиболее известными сторонниками Феликсом Урхельским и Элипандом Толедским. В июле 794 года Рихбод участвовал в церковном соборе, состоявшемся во Франкфурте, на котором под давлением доводов своих оппонентов, возглавляемых Алкуином, Феликс Урхельский вынужден был публично отречься от своих взглядов. Однако, по возвращении Феликса в свою епархию тот вновь объявил себя сторонником адопцианства. В ответ на это в конце 795 года Алкуин, Павлин II Аквилейский, Теодульф Орлеанский и Рихбод Трирский обратились с посланием к папе римскому Льву III с просьбой осудить адопцианство и его лидеров, что папа и сделал в следующем году на соборе в Чивидале-дель-Фриули. В 798 году по поручению Карла Великого епископ Рихбод составил трактат против нового послания Феликса Урхельского.

### Кончина Рихбода
Рихбод скончался в Трире 1 октября 804 года. Его тело было перевезено в Лорш и здесь похоронено. Преемником Рихбода на трирской кафедре стал епископ Виццо, а новым аббатом Лоршского монастыря был избран Адалунг.